# Mostafa Galal
Pour les articles homonymes, voir Galal (Homonymie).
Mostafa Galal, né le 22 juillet 1989 en Égypte, est un footballeur égyptien. Il évolue actuellement au Wadi Degla SC au poste de milieu défensif.

## Biographie
Il participe à la Coupe du monde des moins de 20 ans 2009 organisé dans son pays natal. Lors du mondial, il joue quatre matchs, s'inclinant en huitièmes de finale contre le Costa Rica.